# Kapelle Brandenberg

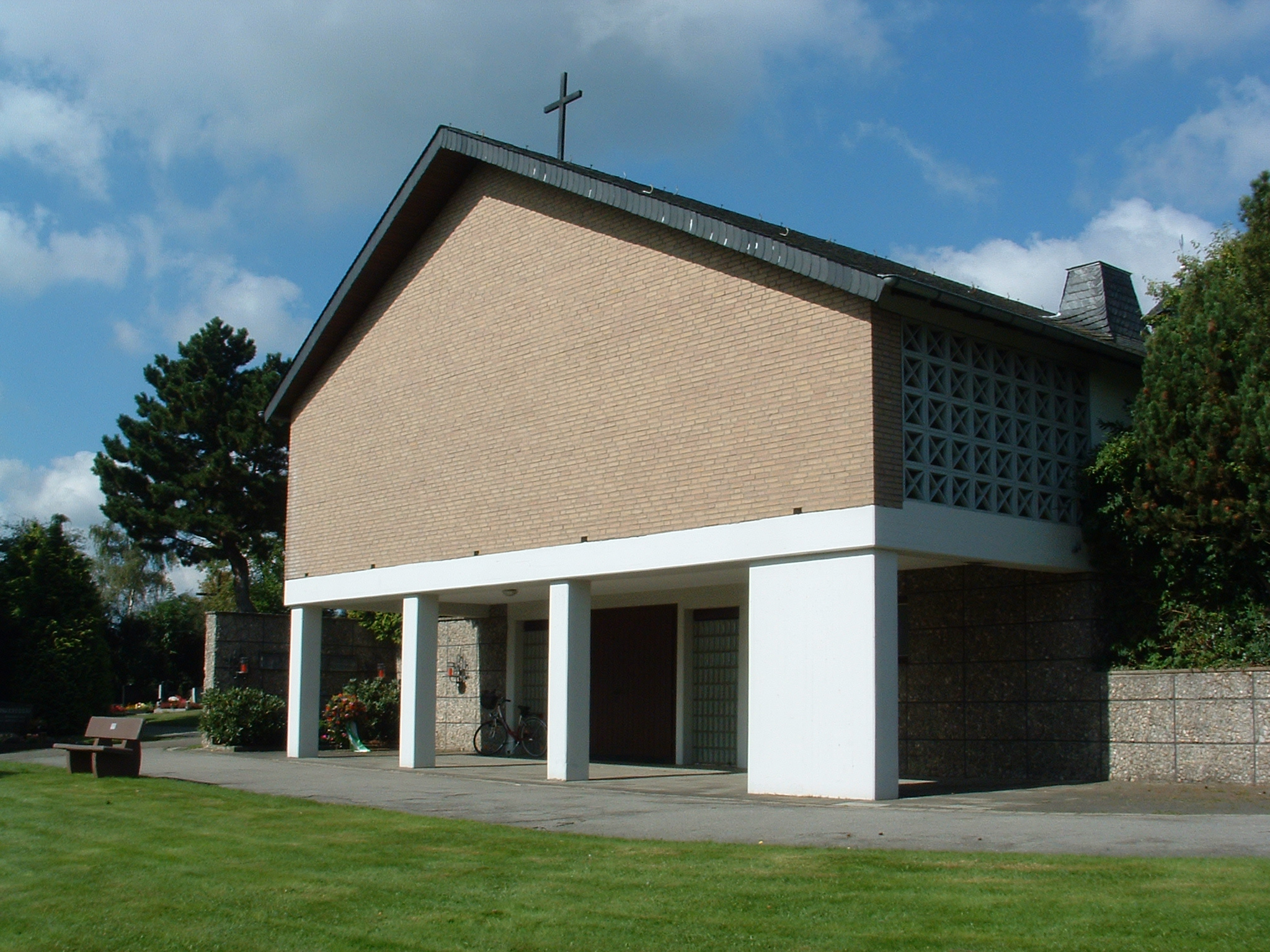
Kapelle Brandenberg, Gemeinde Hürtgenwald

Die römisch-katholische Kapelle Brandenberg steht im Ortsteil Brandenberg der Gemeinde Hürtgenwald im Kreis Düren (Nordrhein-Westfalen).
Der ganze Ort einschließlich der Kapelle wurde im Zweiten Weltkrieg dem Erdboden gleichgemacht. Hier tobten die Schlachten im Hürtgenwald. Nach dem Krieg musste das kleine Gotteshaus neu aufgebaut werden. An einer Außenwand steht das Kriegerehrenmal.
1998 umfasste der Sprengel Bergstein, Brandenberg und Zerkall mit insgesamt 1.450 Gläubigen.